# NGC 7741
NGC 7741 (другие обозначения — PGC 72237, UGC 12754, IRAS23413+2547, MCG 4-55-50, KUG 2341+257, ZWG 476.125, KCPG 589B) — спиральная галактика с перемычкой (SBc) в созвездии Пегас.
Этот объект входит в число перечисленных в оригинальной редакции «Нового общего каталога».